# 19397 Lagarini
19397 Lagarini è un asteroide della fascia principale. Scoperto nel 1998, presenta un'orbita caratterizzata da un semiasse maggiore pari a 2,4192784 UA e da un'eccentricità di 0,1438308, inclinata di 2,29752° rispetto all'eclittica.